# 昭和大久保
昭和大久保（しょうわおおくぼ）は、秋田県潟上市の大字。郵便番号018-1401。
本項では同地域にかつて存在した南秋田郡大久保村（おおくぼむら）・大久保町（おおくぼまち）についても記す。

## 地理
潟上市東部に位置する。八郎潟調整池に面する。西・南で天王、西で天王大崎、北で飯田川下虻川、東で昭和豊川竜毛・昭和乱橋および秋田市金足大清水・金足下刈に隣接する。南東・北東を奥羽本線が縦貫し、北東には大久保駅が所在する。また、国道101号が東西に横断、秋田県道303号秋田昭和飯田川線が南北に縦貫するほか、秋田自動車道の昭和男鹿半島インターチェンジの敷地の一部がかかっている。

### 湖沼
- 八郎潟調整池

## 歴史

### 沿革
- 1889年（明治22年）4月1日 - 町村制施行により、南秋田郡大久保村が単独で自治体を形成。
- 1924年（大正13年）4月1日 - 大久保村が町制施行して大久保町となる。
- 1942年（昭和17年）3月24日 - 大久保町が飯田川町と合併して昭和町が発足。同日大久保町廃止。大字大久保となる。
- 2005年（平成17年）3月22日 - 昭和町が天王町・飯田川町と合併して潟上市が発足。大字昭和大久保となる。

## 交通

### 鉄道
東日本旅客鉄道
- 奥羽本線
  - 大久保駅

### バス
秋田中央交通
- 五城目線（秋田営業所・五城目営業所）
  - 秋田駅 - 新国道 - 土崎 - 追分三叉路 - 大久保駅入口 - 五城目バスターミナル

潟上市マイタウンバス
- 豊川線
  - 大久保駅前 - 農協前 - 豊川小学校 - 古井内上丁
- 野村大清水線
  - 大久保駅前 - 研修センター - 出水 - 大清水 - 大清水北野
- 天王グリーンランド線
  - ブルーメッセ - 大久保駅前 - 研修センター - 天王グリーンランド

秋田中央トランスポートが運行。

### 道路
- 国道101号
- 秋田県道303号秋田昭和飯田川線
- 秋田県道229号古井内大久保停車場線

## 施設
- 潟上市役所昭和出張所
- 大久保駅
- 大久保郵便局
- 秋田銀行大久保支店
- 北都銀行昭和支店・飯塚支店
- 秋田信用金庫昭和支店
- あきた湖東農業協同組合潟上支所
- 潟上市立羽城中学校
- 潟上市立大豊小学校（旧・潟上市立大久保小学校の校地に新設開校）
- 潟上市立しょうわこども園
- 昭和歴史民俗資料館
- 昭和体育館
- 昭和武道館
- 元木山公園